# Hl. Kreuz (Pfronten)

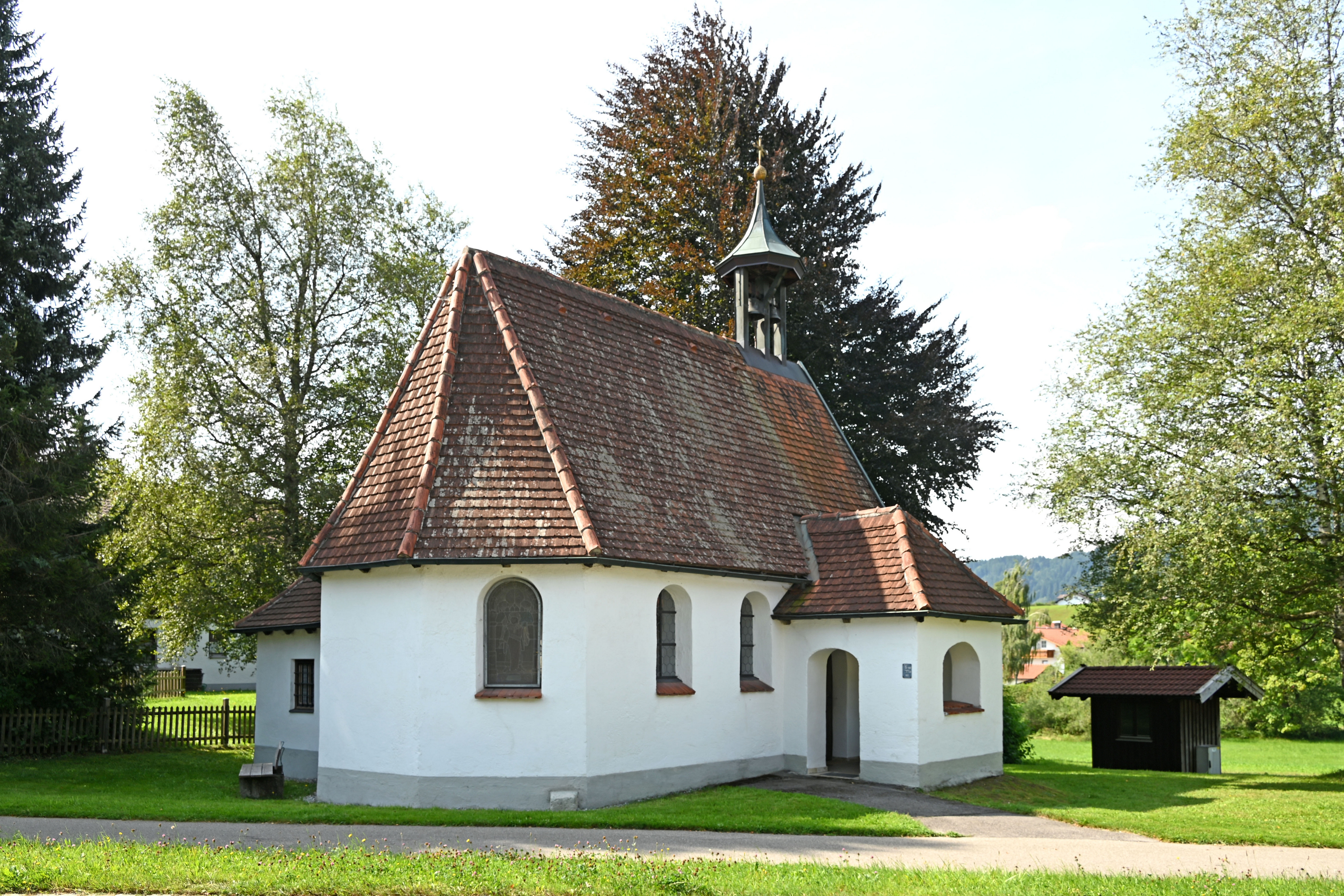
Kapelle Hl. Kreuz

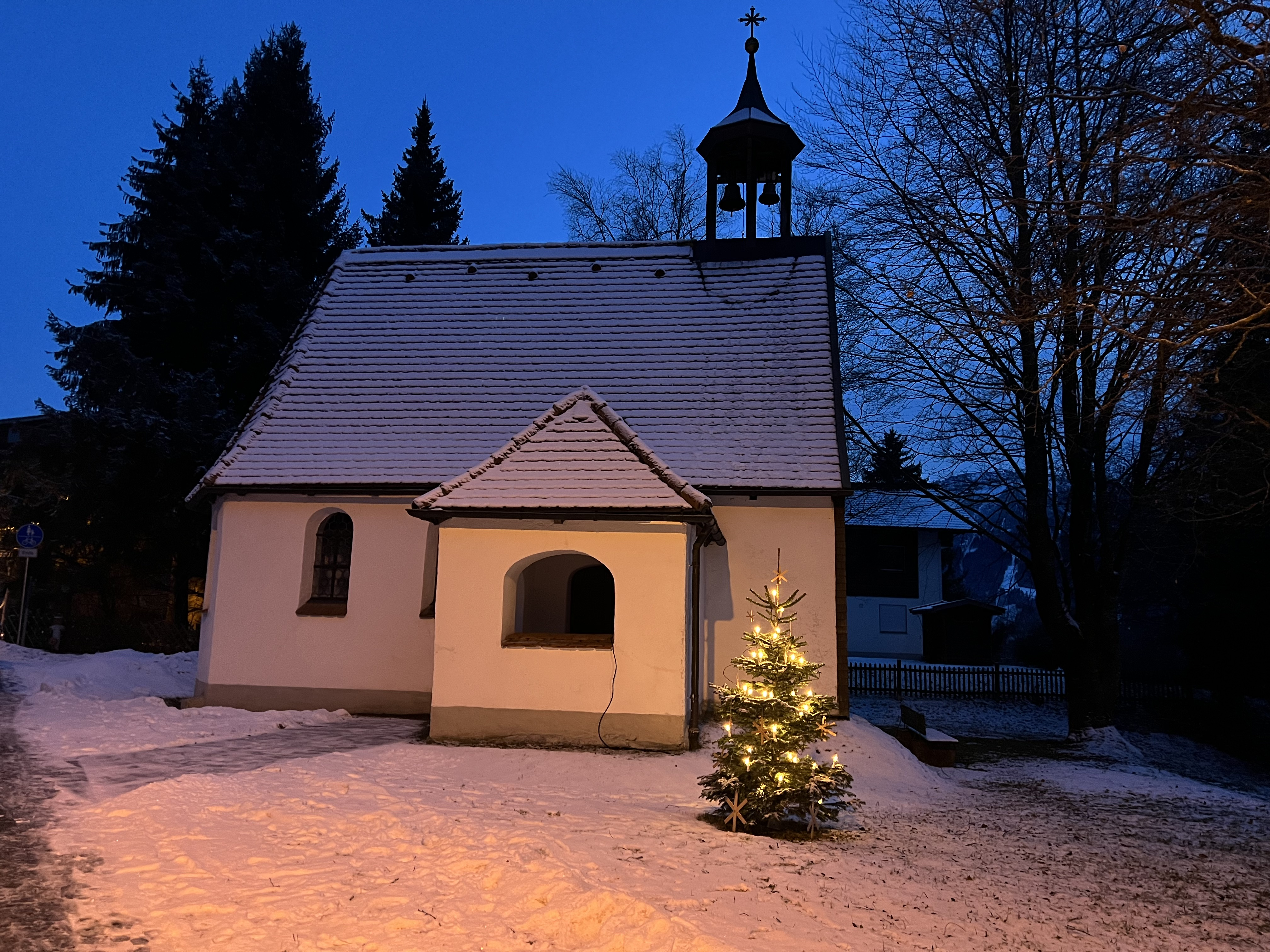
Kapelle Hl. Kreuz im Advent

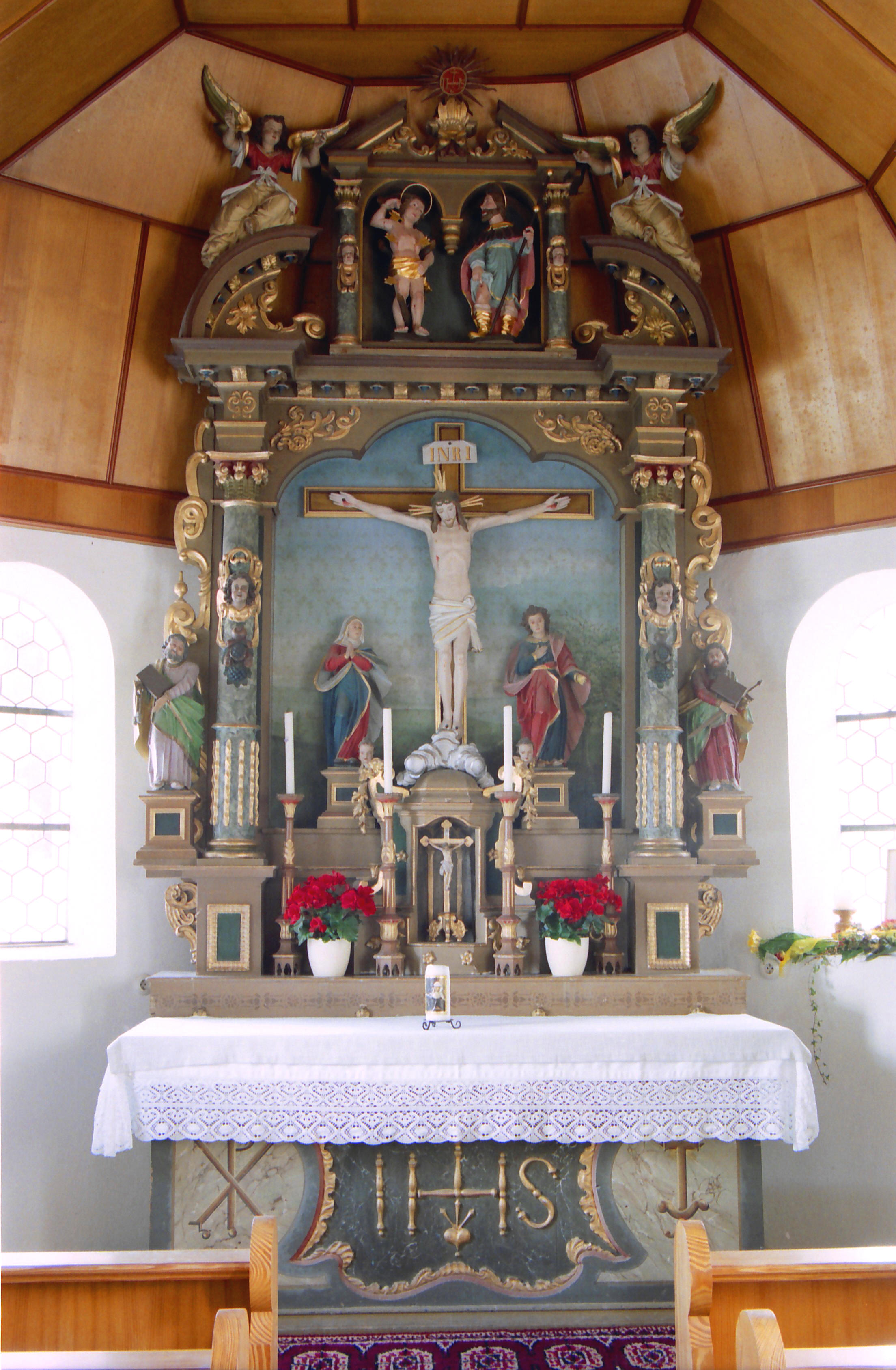
Choraltar, um 1650

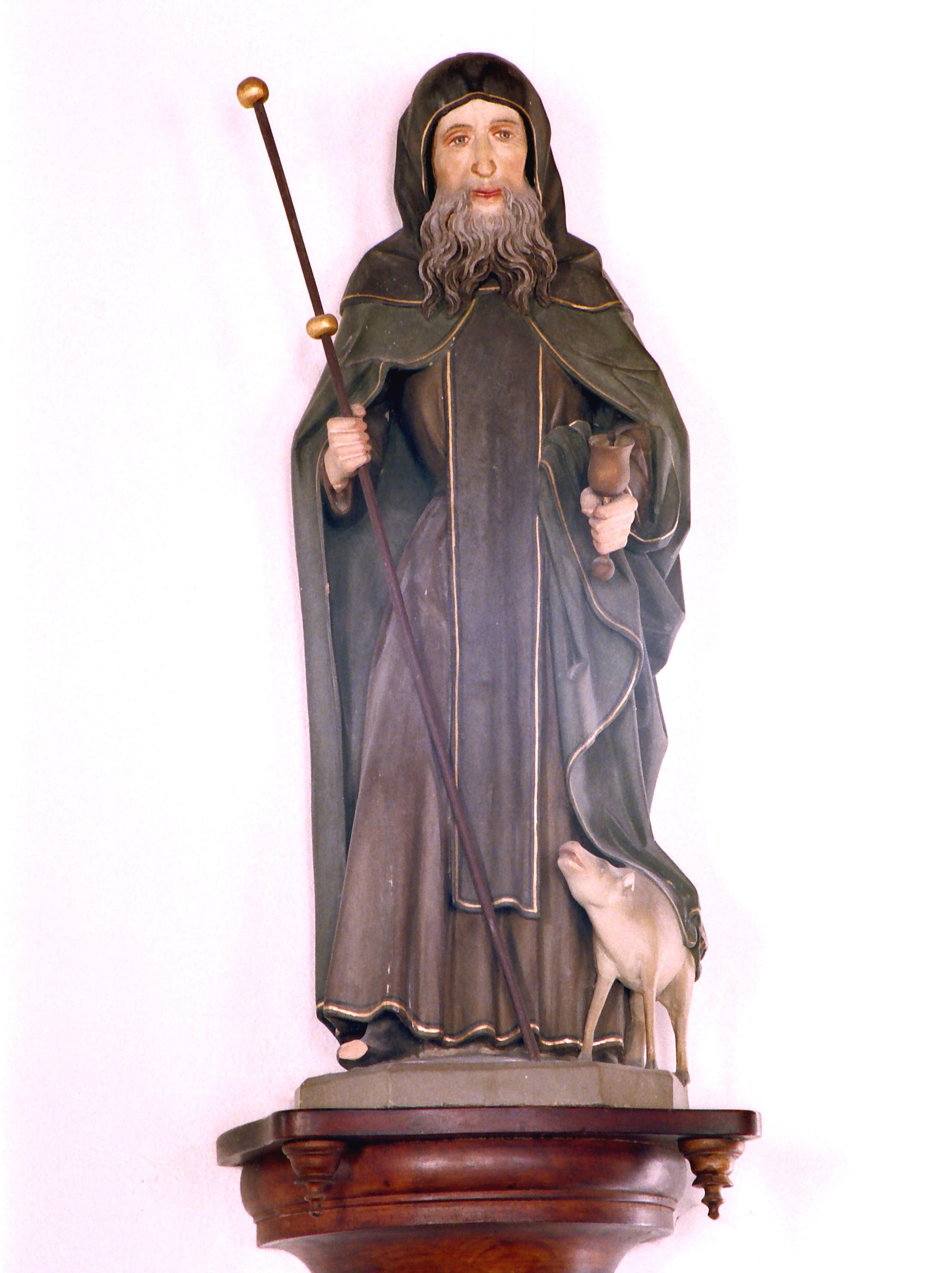
Hl. Antonius der Eremit

Die Kapelle Hl. Kreuz steht im Pfrontener Ortsteil Kreuzegg. Sie ist eine Filiale der Pfarrkirche St. Nikolaus in Pfronten-Berg.

## Geschichte
Die Kapelle Hl. Kreuz wird erstmals durch die Kirchenrechnung (Heiligenrechnung) von 1674/75 urkundlich fassbar. Sie muss jedoch älter sein. 1675/76 erhielt sie angeblich einen „neuen“ Altar. Auffallend ist die Lage der Kirche außerhalb des Ortskerns an der alten Landstraße von Kempten nach Füssen. 1718/19 wurde hier ein Kreuz renoviert, von dem vermutet wird, dass es der Kirche und dem Ort den Namen gegeben hat. Kreuzegg wird als Ansiedlung bereits 1398 erwähnt.

## Bau
Die Kapelle Hl. Kreuz war ursprünglich kleiner. 1744/45 wurde sie durch Johannes und Isaak Geisenhof um 12 Schuh (ca. 3,50 m) verlängert und die Seitenwände auf eine Höhe von 14 Schuh (ca. 4,20 m) aufgemauert. Ob die Kapelle schon zuvor ihre südlich angebaute Sakristei hatte, ist nicht zu belegen, sicher aber war nördlich an sie ein Vorzeichen angebaut. Es musste bei der Vergrößerung der Kirche abgebrochen werden. 1746/47 heißt es, dass der Maurer Burkard Jäger von Kreuzegg ein ganz neues Vorzeichen verförtigt hat.
Das Kirchenschiff mit drei Fensterachsen ist im Altarraum dreiseitig geschlossen. Durch die Vergrößerung 1744/45 wurde auch Platz geschaffen für eine hölzerne Empore. Die seitlich schräge Decke ist mit kassettierten Holztafeln ausgekleidet. Auf dem steilen Satteldach befindet sich ein offener Dachreiter mit zwei kleinen Glocken. Für die Wendung eines gloggles und reparierung des Opferstockhs erhielt 1753/54 der Schmied Christian Mayr von Heitlern 1 Gulden 13 Kreuzer ausbezahlt. Vermutlich die andere Glocke musste ein Jahr später durch eine neue ersetzt werden. Weil man die alte dafür hergab, kostete sie nur 36 Gulden.

## Ausstattung
Der barocke Altar aus der Zeit um 1650 wird auf Grund stilistischer Merkmale dem Pfrontener Tischler Peter Babel (1601–1691) zugeschrieben. 1675/76 hat sein Sohn Nikolaus Babel für Arbeiten an dem Altar 4 Gulden verdient. Es müssen deutlich sichtbare Veränderungen gewesen sein, denn der Altar wurde nun als „neu“ empfunden. 1680/81 erhielt Nikolaus Babel weitere 4 Gulden für zwei Figuren zum Altar, wahrscheinlich für einen Hl. Sebastian und Hl. Rochus im Auszug. Diese beiden Figuren wurden 1986 gestohlen und danach durch Kopien ersetzt. Von Babel stammen auch die Engelsköpfe mit Gehänge an den Säulenschäften. Ebenfalls 1680/81 hat der Maler Rudolph Pösinger aus Pfronten (1650–1698) den Altar gefasst und dafür 43 Gulden erhalten. Weitere Ausbesserungsarbeiten waren dann 1730/31 notwendig. Sie wurden durch Bonaventura Stapf ausgeführt, der damals auch die Kapelle ausgemalt hat.
Im 18. Jahrhundert arbeiteten viele junge Bäcker aus dem Allgäu in Rom. Einer von ihnen brachte bei seiner Rückkehr 1736/37 eine Partikel des Hl. Kreuzes mit, die in die Kreuzegger Kapelle verehrt worden war. Für diese Kreuzpartikel fertigte Peter Heel einen Tabernakel an, den Bonaventura Stapf gefasst hat. Das ganze beschläg stammte vom Schlosser Christian Mayr. Der Tabernakel ist später bei einer weiteren Veränderung des Altares beseitigt worden.
Das Zentrum des Altares bildet ein Kruzifixus. Die beiden Assistenzfiguren, die hl. Maria und der hl. Johannes, müssen dem Pfrontener Bildhauer Martin Schneider (um 1608–1664) zugeschrieben werden. Der zur Gruppe gehörende Gekreuzigte hängt nun an der Seitenwand, während im Altar nun ein Kruzifix von Franz Osterried (1808–1863) aufgestellt ist. Auf seitlichen Konsolen stehen Figuren der Hll. Petrus und Paulus, die ebenfalls wohl von Martin Schneiders geschaffen wurden.
Die figürliche Ausstattung der Kirche ergänzen zwei gotische Statuen, eine hoheitsvolle Muttergottes mit Kind (um 1450) und ein St. Antonius mit Pilgerstab und Glöckchen und dem Schwein als Attribut (um 1500).

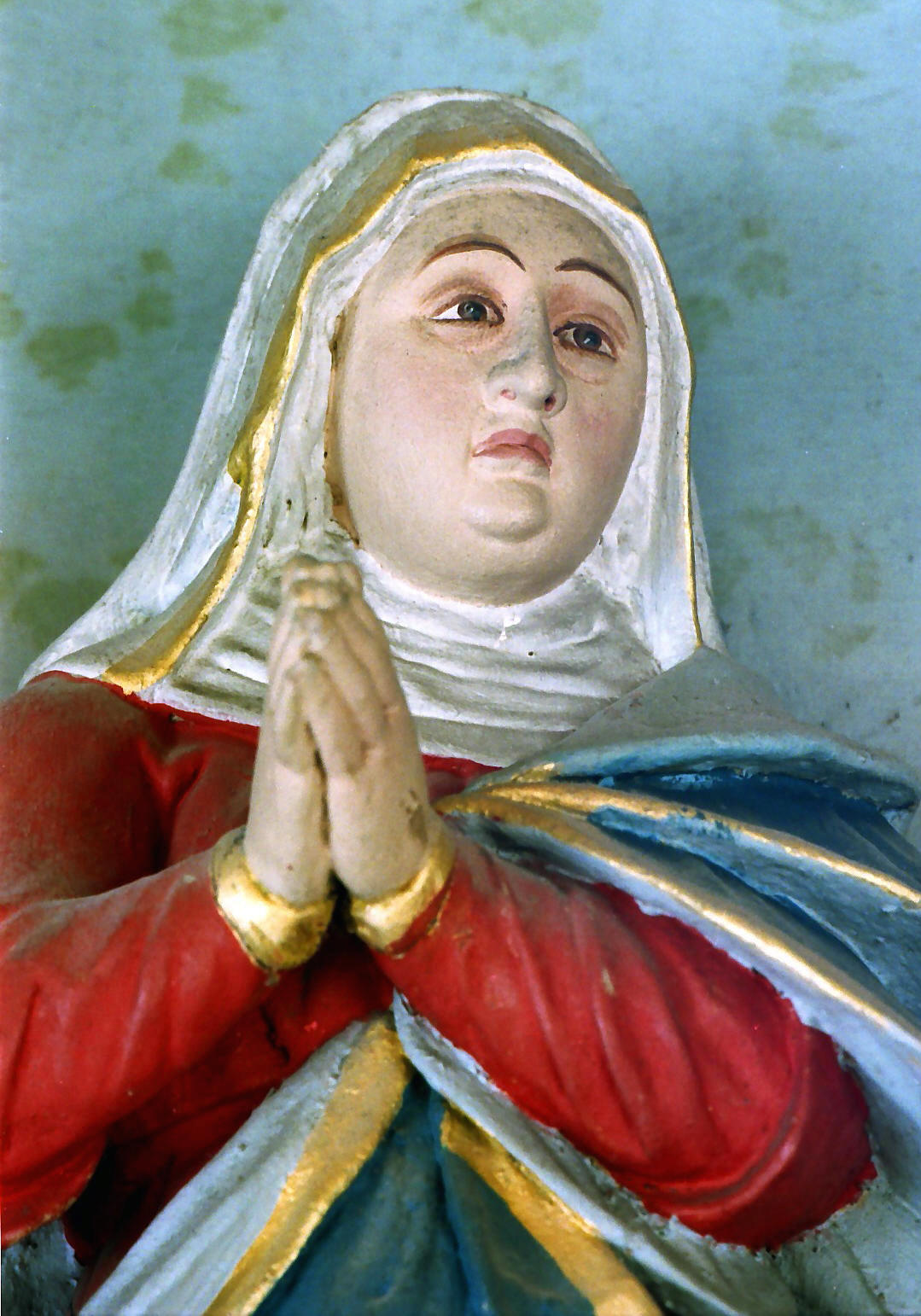
Hl. Maria am Choraltar
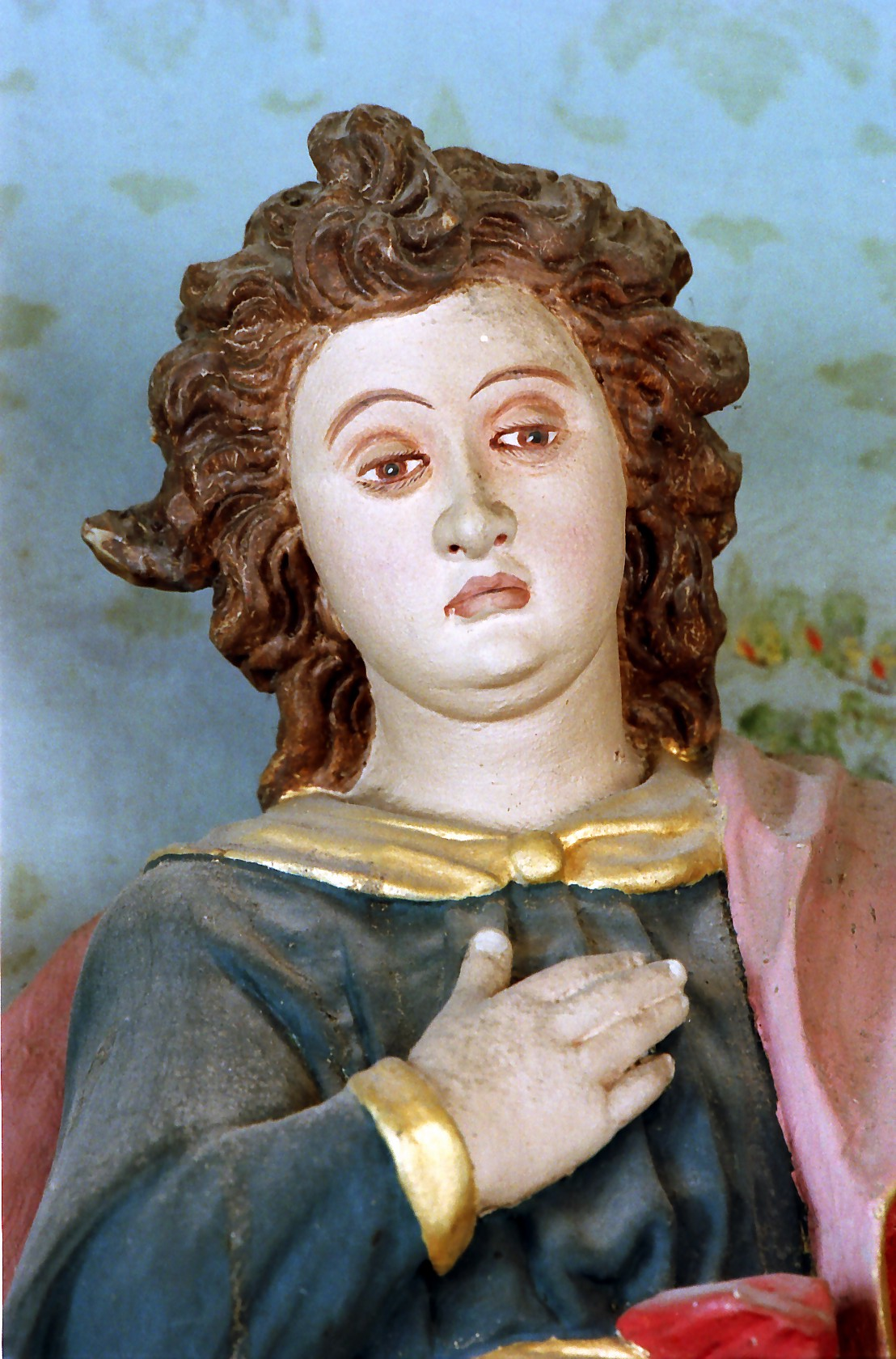
Hl. Johannes am Choraltar
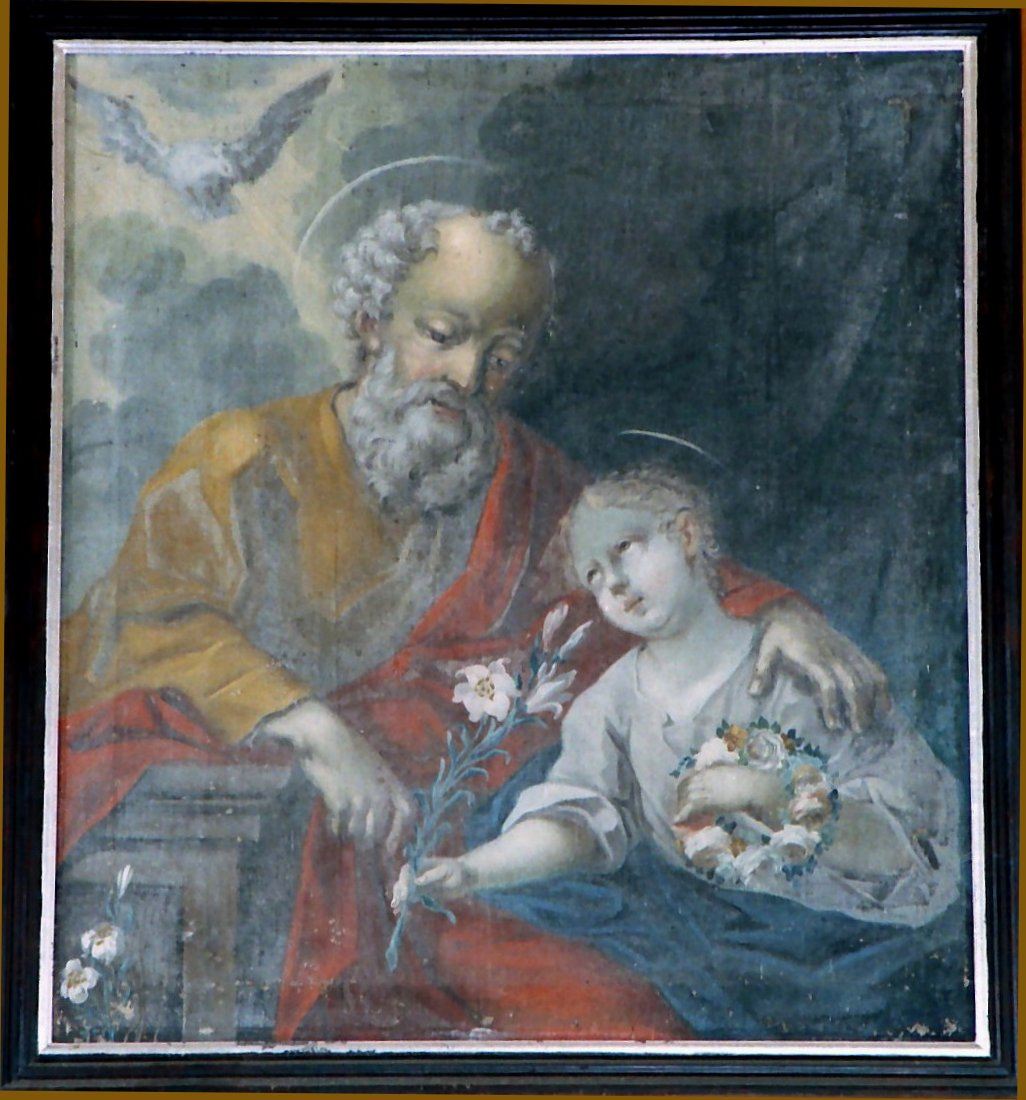
Hl. Joseph mit Jesusknabe
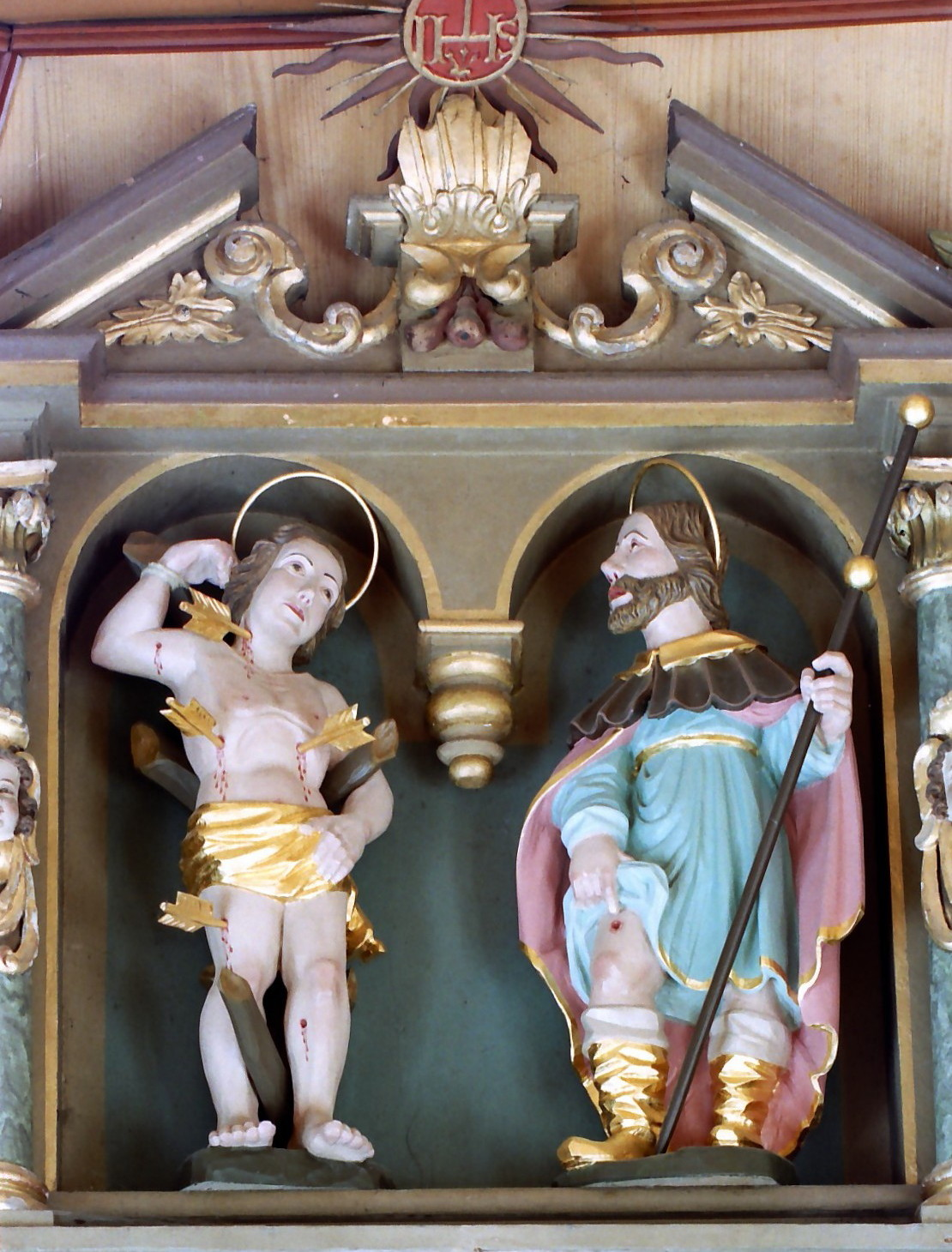
Hl. Sebastian und Hl. Rochus (nach 1990)